# Finlay Calder
Pour les articles homonymes, voir Calder.
Pas d'image ? Cliquez ici

b Matchs officiels uniquement.
Finlay Calder, né le 20 août 1957 à Haddington (Écosse), est un joueur international écossais de rugby à XV, évoluant au poste de troisième ligne aile. Il remporte deux Tournoi des Cinq Nations en 1986 et 1990.
Son frère jumeau Jim Calder est également troisième ligne aile international écossais.

## En équipe nationale
Il a sa première cape internationale, le 18 janvier 1986, à l’occasion d’un match contre l'équipe de France. 
Finlay Calder joue trois tests matchs de la tournée des Lions britanniques en 1989 en Australie. Il en est chaque fois le capitaine. 
Après la tournée l'été 1990 de l'équipe d'Écosse en Nouvelle-Zélande, il fait une pause internationale puis il reprend du service pour la Coupe du monde de rugby 1991.

## Palmarès
Finlay Calder compte 34 sélections avec l'équipe d'Écosse, dont 4 en tant que capitaine lors de l'année 1989. Ses sélections par année sont de 5 en 1986, 8 en 1987, 4 en 1988, 5 en 1989, 6 en 1990, 6 en 1991.

### Tournoi des Cinq Nations
Finlay Calder participe à cinq éditions du tournoi des Cinq Nations, de 1986 à 1990. Il remporte deux éditions, en 1986 où l'Écosse avec trois victoires et une défaite partage la victoire avec la France, et en 1990, l'Écosse réalisant le Grand Chelem.
Il dispute les vingt rencontres disputées par l'Écosse durant cette période, toutes en tant que titulaire, inscrivant deux essais, contre le pays de Galles en 1988 et la France en 1990.
| Édition           | Rang | Résultats Écosse | Résultats Finlay Calder | Matchs Finlay Calder |
| ----------------- | ---- | ---------------- | ----------------------- | -------------------- |
| Cinq Nations 1986 | 1    | 3 v, 0 n, 1 d    | 3 v, 0 n, 1 d           | 4 / 4                |
| Cinq Nations 1987 | 3    | 2 v, 0 n, 2 d    | 2 v, 0 n, 2 d           | 4 / 4                |
| Cinq Nations 1988 | 4    | 1 v, 0 n , 3 d   | 1 v, 0 n , 3 d          | 4 /4                 |
| Cinq Nations 1989 | 2    | 2 v, 1 n, 1 d    | 2 v, 1 n, 1 d           | 4 / 4                |
| Cinq Nations 1990 | 1er  | 4 v , 0 n , 0 d  | 4 v , 0 n , 0 d         | 4 / 4                |

### Coupe du monde
Finlay Calder dispute les deux premières éditions de la Coupe du monde, en Nouvelle-Zélande 1987 et en Angleterre 1991. 
Il participe à neuf rencontres, quatre en 1987 pour un bilan personnel de trois victoires et une défaite, en quart de finale face aux All Blacks, et cinq en 1991, trois victoires et deux, l'Écosse s'inclinant en demi-finale face à l'Angleterre puis pour la troisième place face aux All Blacks.
| Édition               | Rang            | Résultats Écosse | Résultats Finlay Calder | Matchs Finlay Calder |
| Nouvelle-Zélande 1987 | Quart de finale | 2 v, 1 n, 1 d    | 2 v, 1 n, 1 d           | 4/4                  |
| Angleterre 1991       | Quatrième       | 4 v, 0 n, 2 d    | 3 v, 0 n, 2 d           | 5/6                  |

### Lions
Il porte le maillot des Lions Britanniques et Irlandais en 1989, lors de la tournée en Australie, où il dispute six rencontres. Désigné capitaine de l'équipe, il dispute les trois tests face à l'Australie, les Lions s'inclinant 30 à 12 lors du premier test à Sydney, avant de remporter les deux suivants, 19 à 12 à Brisbane et 19 à 18, de nouveau à Sydney, pour remporter la série de test.